# Liste der Kulturdenkmale in Bütgenbach
In der Liste der Kulturdenkmale in Bütgenbach sind alle geschützten Objekte der belgischen Gemeinde Bütgenbach aufgelistet.

## Liste
| Bild           | Bezeichnung                                              | Lage                                  | Datierung | Beschreibung | ID    |
| -------------- | -------------------------------------------------------- | ------------------------------------- | --------- | ------------ | ----- |
| Weitere Bilder | Hof Bütgenbach (Fassaden und Dächer)                     | Bütgenbach, Zum Walkerstal 15 (Karte) |           |              | 31002 |
| Weitere Bilder | Schwalmbachtal                                           | Elsenborn (Karte)                     |           |              | 31041 |
|                | Hohe Mark                                                | Elsenborn (Karte)                     |           |              | 31044 |
| Weitere Bilder | Mausheck-Kolberg                                         | Nidrum (Karte)                        |           |              | 31042 |
| Weitere Bilder | Die alte Linde                                           | Weywertz, Lindenstraße (Karte)        |           |              | 31043 |
| Weitere Bilder | Hof Lindenstraße 12 (Fassaden und Dach und Eingangsraum) | Weywertz, Lindenstraße 12 (Karte)     | 1798      |              | 31032 |
|                | Jülicher Grenzsteine (+ Büllingen/Rocherath)             | Bütgenbach (Karte)                    | 1791      |              | 31031 |